# Josué Martínez
Josué Isaac Martínez Areas (San José, 25 de marzo de 1990) es un futbolista costarricense que juega en la posición de delantero y actualmente juega para el Guadalupe F.C. de la Primera División de Costa Rica.

## Trayectoria
Josué Martínez era considerado una gran promesa en su país. Debutó primero en la Selección de fútbol de Costa Rica antes que en su club y eso sucedió a mediados del 2009 en un amistoso contra Venezuela. En el Deportivo Saprissa donde hizo sus divisiones menores terminó debutando en el primer equipo a finales del año 2009 y en donde fue uno de los máximos goleadores del club.
El 15 de mayo de 2010 se consagró campeón del Campeonato de verano 2010 venciendo en la final a San Carlos y de donde anotó 2 goles, un tanto en el juego de ida como otro en el de vuelta de la final.
En su paso por el Deportivo Saprissa marcó 19 goles en el torneo local y 7 goles en partidos internacionales destacando 2 anotaciones en la Liga de Campeones de la CONCACAF.

## Selección nacional
Desde muy joven Martínez demostró su talento en las selecciones juveniles. Fue convocado para cada torneo presente, haciéndose un lugar en las clasificaciones tanto para la Copa Mundial de Fútbol Sub-17 de 2007 y el Mundial Sub-20 de 2009, torneos que también disputó.
En la Copa Mundial de Fútbol Sub-17 de 2007 le anotó un tanto a la selección de Togo en la primera fase. Mientras que en el histórico cuarto lugar obtenido por los ticos en Egipto 2009, Martínez le anotó un tanto a la República Checa en la primera fase y otro a Emiratos Árabes Unidos en cuartos de final y fue escogido como unos de los 10 mejores jugadores del torneo dicho así por el grupo técnico de la FIFA.
Debutó con Selección de fútbol de Costa Rica en el 2010. Participó de la Copa Centroamericana 2011 y en la Copa de Oro de la Concacaf 2011.
Fue uno de los 22 seleccionados Sub-22 para participar de la Copa América 2011, en Argentina, donde anotó el primer tanto de su selección en el certamen y segundo en su historial con selección después de anotarle a El Salvador en un amistoso disputado en San Carlos, Costa Rica.

### Participaciones con la selección
| Competición                              | Sede              | Resultado        |
| ---------------------------------------- | ----------------- | ---------------- |
| Torneo Sub-17 de la Concacaf 2007        | Jamaica           | Clasificado      |
| Copa Mundial de Fútbol Sub-17 de 2007    | Corea del Sur     | Octavos de final |
| Campeonato Sub-20 de la Concacaf de 2009 | Trinidad y Tobago | Campeón          |
| Copa Mundial de Fútbol Sub-20 de 2009    | Egipto            | Cuarto puesto    |
| Copa Centroamericana 2011                | Panamá            | Subcampeón       |
| Copa de Oro de la Concacaf 2011          | Estados Unidos    | Cuartos de final |
| Copa América 2011                        | Argentina         | Primera Fase     |

## Palmarés

#### Títulos nacionales
| Título                         | Club                 | País       | Año  |
| ------------------------------ | -------------------- | ---------- | ---- |
| Primera División de Costa Rica | Deportivo Saprissa   | Costa Rica | 2010 |
| Copa Banco Nacional            | Deportivo Saprissa   | Costa Rica | 2013 |
| Primera División de Costa Rica | Deportivo Saprissa   | Costa Rica | 2014 |
| Primera División de Costa Rica | Club Sport Herediano | Costa Rica | 2017 |
| Primera División de Costa Rica | Pérez Zeledón        | Costa Rica | 2017 |

### Títulos internacionales
| Título                           | Equipo                         | Sede              | Año  |
| -------------------------------- | ------------------------------ | ----------------- | ---- |
| Campeonato Sub-20 de la Concacaf | Selección sub-20 de Costa Rica | Trinidad y Tobago | 2009 |

## Clubes
| Club                     | País           | Año         |
| ------------------------ | -------------- | ----------- |
| Deportivo Saprissa       | Costa Rica     | 2009 - 2011 |
| Philadelphia Union       | Estados Unidos | 2011 - 2012 |
| NY Red Bulls             | Estados Unidos | 2012 - 2013 |
| Deportivo Saprissa       | Costa Rica     | 2013 - 2014 |
| Santos de Guápiles       | Costa Rica     | 2014        |
| Club de Fútbol UCR       | Costa Rica     | 2014 - 2016 |
| C.S Herediano            | Costa Rica     | 2016 - 2017 |
| Municipal Pérez Zeledón  | Costa Rica     | 2017        |
| Guadalupe FC             | Costa Rica     | 2018        |
| Sporting San José        | Costa Rica     | 2018        |
| Municipal Grecia         | Costa Rica     | 2019        |
| Antigua F.C.             | Guatemala      | 2020 - 2021 |
| Guadalupe F.C.           | Costa Rica     | 2022        |
| Escorpiones de Belén F.C | Costa Rica     | 2022 - Act  |